# Sheezus
Ne doit pas être confondu avec Yeezus.
Albums de Lily Allen
It's Not Me, It's You
(2009)
Singles
1. Hard Out Here
Sortie : 17 novembre 2013
2. Air Balloon
Sortie : 31 janvier 2014
3. Our Time
Sortie : 10 mars 2014
4. URL Badman
Sortie : 2 juillet 2014
5. As Long As I Got You
Sortie : 24 juillet 2014

Sheezus est le troisième album studio de la chanteuse Lily Allen, sorti le 5 mai 2014 sur la plateforme de téléchargement ITunes. Le titre de l'album fait référence à Yeezus de Kanye West.

## Structure musicale et composition
Le titre d’ouverture de l’album, Sheezus, est une chanson de « pop sarcastique » contenant une liste de noms d’artistes populaires tels que Rihanna, Katy Perry, Beyoncé, Lorde et Lady Gaga . Ses paroles ont été décrites comme étant « anti-pop ». L8 CMMR est un morceau bubblegum pop et électropop qui incorpore également des éléments de musique moombahton . Le contenu lyrique de la chanson est basé sur sa dévotion liée à un amant qui l’obsède (qui est en réalité son mari) . Air Balloon est une autre piste bubblegum pop  qui, selon Billboard, ressemble « plus à une berceuse loufoque qu’à une tranche de critique sociale » ; elle contient un arrangement en piano électronique et un rythme incessant .
Hard Out Here est la douzième chanson de l’album. Musicalement, il s’agit d’une pièce synthpop au « franc-parler atypique » . Lyriquement, elle aborde les « diverses pressions de l'image corporelle et la misogynie dans l'industrie du divertissement » .

## Liste des pistes
| 1.  | Sheezus              |                          | DJ Dahi   | 3:54 |
| 2.  | L8 CMMR              | Lily Allen, Greg Kurstin | Kurstin   | 3:24 |
| 3.  | Air Balloon          | Allen, Johan Schuster    | Shellback | 3:48 |
| 4.  | Our Time             | Allen, Kurstin           | Kurstin   | 4:19 |
| 5.  | Insincerely Yours    |                          |           | 3:39 |
| 6.  | Take My Place        |                          |           | 3:31 |
| 7.  | As Long as I Got You |                          |           | 3:23 |
| 8.  | Close Your Eyes      |                          |           | 3:36 |
| 9.  | URL Badman           |                          |           | 3:39 |
| 10. | Silver Spoon         |                          |           | 3:37 |
| 11. | Life for Me          |                          |           | 4:00 |
| 12. | Hard Out Here        | Allen, Kurstin           | Kurstin   | 3:31 |
| 13. | Interlude            |                          |           | 1:38 |

| 14. | Somewhere Only We Know | Rice-Oxley, Chaplin, Hughes | Beard | 3:28 |

| 13. | Wind Your Neck In           | Allen, Kurstin              | Kurstin | 3:19 |
| 14. | Who Do You Love?            |                             |         | 3:26 |
| 15. | Miserable Without Your Love | Lily Allen                  |         | 3:23 |
| 16. | Holding on to Nothing       | Allen, Rice-Oxley, Fraser   |         | 2:59 |
| 17. | Somewhere Only We Know      | Rice-Oxley, Chaplin, Hughes | Beard   | 3:28 |

## Historique de sortie
| Pays        | Date       | Format(s)                    | Label        |
| ----------- | ---------- | ---------------------------- | ------------ |
| Allemagne   | 2 mai 2014 | CD, téléchargement numérique | Warner Music |
| Royaume-Uni | 5 mai 2014 | CD, téléchargement numérique | Parlophone   |
| États-Unis  | 6 mai 2014 | CD, téléchargement numérique | Warner Music |